# Lista de escolas com curso de controle e automação
Instituições com o curso de engenharia de controle e automação
No Brasil

## Estaduais
- Universidade Estadual de Campinas;
- Universidade de São Paulo - São Paulo, São Carlos;
- Universidade de Pernambuco;
- Universidade Estadual Paulista;
- Universidade do Estado do Amazonas,
- Universidade de Caxias do Sul - Caxias do Sul, RS.

## Federais
- Instituto Federal de Educação, Ciência e Tecnologia do Amazonas;
- Centro Federal de Educação Tecnológica Celso Suckow da Fonseca - Rio de Janeiro/RJ e Nova Iguaçu/RJ;
- Centro Federal de Educação Tecnológica de Minas Gerais - Divinópolis/MG, Leopoldina/MG e Araxá/MG;
- Instituto Federal de Educação, Ciência e Tecnologia do Ceará;
- Instituto Federal de Educação, Ciência e Tecnologia do Espírito Santo;
- Instituto Federal de Educação, Ciência e Tecnologia Fluminense - Campus Macaé;
- Instituto Federal de Educação, Ciência e Tecnologia Fluminense - Campus Campos Centro;
- Instituto Federal de Educação, Ciência e Tecnologia de Goiás;
- Instituto Federal de Educação, Ciência e Tecnologia do Maranhão;
- Instituto Federal de Educação, Ciência e Tecnologia do Pará;
- Instituto Federal de Educação, Ciência e Tecnologia de São Paulo;
- Instituto Federal de Educação, Ciência e Tecnologia de Santa Catarina;
- Universidade de Brasília;
- Universidade Federal do ABC;
- Universidade Federal da Bahia;
- Universidade Federal de Itajubá;
- Universidade Federal de Lavras;
- Universidade Federal de Minas Gerais;
- Universidade Federal de Ouro Preto;
- Universidade Federal de Pernambuco;
- Universidade Federal do Rio de Janeiro;
- Universidade Federal do Rio Grande do Norte;
- Universidade Federal do Rio Grande do Sul;
- Universidade Federal do Rio Grande;
- Universidade Federal de Santa Catarina;
- Universidade Federal de Santa Maria;
- Universidade Federal de São João del-Rei;
- Universidade Federal de Uberlândia;
- Universidade Tecnológica Federal do Paraná.

## Instituições Privadas no Brasil
- Universidade Metodista de Piracicaba;
- Universidade Católica do Rio Grande do Sul;
- Universidade Católica de Minas Gerais;
- Instituto de Estudos Superiores da Amazônia - IESAM;
- Centro Universitário de Maringá;
- Faculdade Pitágoras;
- Universidade Presidente Antonio Carlos - UNIPAC;
- Centro Universitário UNIVATES do Rio Grande do Sul;
;Centro Universitário da FEI - Faculdade de Engenharia Industrial (São Bernardo do Campo)
- Instituto Nacional de Telecomunicações - INATEL
- FAJ - Faculdade de Jaguariúna
- Universidade do Vale do Rio dos Sinos
- Universidade de Fortaleza (Unifor)